# Catachlorops victoria
Catachlorops victoria är en tvåvingeart som först beskrevs av David Fairchild 1940.  Catachlorops victoria ingår i släktet Catachlorops och familjen bromsar. Inga underarter finns listade i Catalogue of Life.